# Autosampler

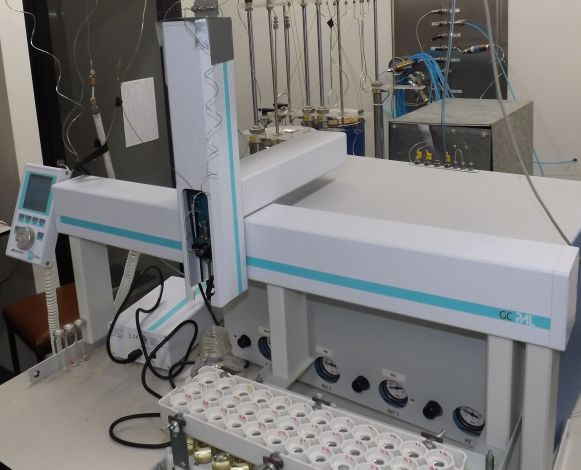
Automatický vzorkovač - častěji se ale výraz nepřekládá

Autosampler je obecné označení zařízení, které je připojeno k analytickému přístroji. Tento analytický přístroj poskytuje periodické analýzy. Autosampler můžeme také chápat jako automatický dávkovač – zařízení, které pravidelně odebírá vzorky z většího zdroje vzorků (například atmosféry nebo jezera). Protože autosamplery umožňují zvýšení přesnosti a preciznosti (zvedají tedy produktivitu práce), jsou široce používány v laboratořích.
Autosamplery nacházejí využití např. u plynových či kapalinových chromatografů, NMR spektrometrů, a mnoha dalších přístrojů.